# Comitatul Somerset, Maine
Comitatul Somerset (Somerset County) este un comitat din statul Maine, SUA. El a luat ființă la data de 1 martie 1809. Capitala comitatului se află la Skowhegan.

## Date geografice
Comitatul se întinde pe o suprafață de 	10.607 km², din care o suprafață de 319 km² este ocupată de apă. După datele recensământului din 2010, comitatul avea 	52.228 locuitori și o densitate a populației de	5,1 loc./km².

### Autostrăzi majore
- Maine State Route 6
- Maine State Route 8
- Maine State Route 11
- Maine State Route 16
- Maine State Route 27
- Maine State Route 100
- Maine State Route 137
- U.S. Route 201
  - Armstrong-Jackman Border Crossing
- U.S. Route 201A

## Demografie
În anul 2000 existau în comitat 20.496 gospodării și 14.121 de familii.
Structura etnografică a comitatului constă din 98,00 % albi, 0,24 % afroamericani, 0,46 % latinoamericani, 0,41 % indoamericani, 0,02 % asiați, 0,11 % locuitori provenți de pe insulele Oceanului Pacific. Structura după vârstă constă 31,60 % din populație sunt copii și tineri sub 18 ani. După starea civilă 54,20 % sunt căsătoriți sau trăiesc în concubinaj, 10,10 % sunt mame cu copii, iar un procent de 31,10 % trăiesc singuri fără familie.

## Localități
Orașe
- Anson (2.583)
- Athens (847)
- Bingham (989)
- Cambridge (492)
- Canaan (2.017)
- Caratunk (108)
- Cornville (1.208)
- Detroit (816)
- Embden (881)
- Fairfield (6.573)
- Harmony (954)
- Hartland (1.816)
- Jackman (718)
- Madison (4.523)
- Mercer (647)
- Moose River (219)
- Moscow (577)
- New Portland (785)
- Norridgewock (3.294)
- Palmyra (1.953)
- Pittsfield (4.214)
- Ripley (452)
- St. Albans (1.836)
- Skowhegan (8.824)
- Smithfield (930)
- Solon (940)
- Starks (578)

Plantații
| - Brighton Plantation (86) - Dennistown (30) | - Highland Plantation (52) - Pleasant Ridge Plantation (83) | - The Forks (35) - West Forks (47) |

Unorganized Territory
| - Central Somerset (336) | - Northeast Somerset (354) | - Northwest Somerset (46) | - Seboomook Lake (45) |

Census-designated places
| - Anson (818) - Bingham (856) | - Fairfield (2.569) - Hartland (872) | - Madison (2.733) - Norridgewock (1.557) | - Pittsfield (3.217) - Skowhegan (6.696) |